# MLB Draft 2009
Der MLB Draft 2009, der Entry Draft der Major League Baseball, fand vom 9. bis 11. Juni 2009 in den MLB Network Studios in New York City statt. Als erster Spieler wurde Stephen Strasburg von den Washington Nationals gewählt. Die Draftreihenfolge basiert auf den Platzierungen der MLB Saison 2008, wobei das schlechteste Team als erstes wählen durfte.

## Erstrundenwahlrecht
| All-Star                             |
| 0*0 Spieler hat nicht unterschrieben |

| Pick | Spieler           | Team                          | Position | Schule                                 |
| ---- | ----------------- | ----------------------------- | -------- | -------------------------------------- |
| 1    | Stephen Strasburg | Washington Nationals          | RHP      | San Diego State University             |
| 2    | Dustin Ackley     | Seattle Mariners              | 1B/OF    | University of North Carolina           |
| 3    | Donavan Tate      | San Diego Padres              | CF       | Cartersville High School (GA)          |
| 4    | Tony Sanchez      | Pittsburgh Pirates            | C        | Boston College                         |
| 5    | Matt Hobgood      | Baltimore Orioles             | RHP      | Norco High School (CA)                 |
| 6    | Zack Wheeler      | San Francisco Giants          | RHP      | East Paulding High School (GA)         |
| 7    | Mike Minor        | Atlanta Braves                | LHP      | Vanderbilt University                  |
| 8    | Mike Leake        | Cincinnati Reds               | RHP      | Arizona State University               |
| 9    | Jacob Turner      | Detroit Tigers                | RHP      | Westminster Christian Academy (MO)     |
| 10   | Drew Storen       | Washington Nationals          | RHP      | Stanford University                    |
| 11   | Tyler Matzek      | Colorado Rockies              | LHP      | Capistrano Valley High School          |
| 12   | Aaron Crow        | Kansas City Royals            | RHP      | Fort Worth Cats/University of Missouri |
| 13   | Grant Green       | Oakland Athletics             | SS       | USC                                    |
| 14   | Matt Purke*       | Texas Rangers                 | LHP      | Klein High School (TX)                 |
| 15   | Alex White        | Cleveland Indians             | RHP      | University of North Carolina           |
| 16   | Bobby Borchering  | Arizona Diamondbacks          | 3B       | Bishop Verot High School (FL)          |
| 17   | A. J. Pollock     | Arizona Diamondbacks          | OF       | University of Notre Dame               |
| 18   | Chad James        | Florida Marlins               | LHP      | Yukon HS (OK)                          |
| 19   | Shelby Miller     | St. Louis Cardinals           | RHP      | Brownwood High School (TX)             |
| 20   | Chad Jenkins      | Toronto Blue Jays             | RHP      | Kennesaw State University              |
| 21   | Jiovanni Mier     | Houston Astros                | SS       | Bonita High School (CA)                |
| 22   | Kyle Gibson       | Minnesota Twins               | RHP      | University of Missouri                 |
| 23   | Jared Mitchell    | Chicago White Sox             | OF       | LSU                                    |
| 24   | Randal Grichuck   | Los Angeles Angels of Anaheim | OF       | Lamar Consolidated High School (TX)    |
| 25   | Mike Trout        | Los Angeles Angels of Anaheim | OF       | Millville Senior High School (NJ)      |
| 26   | Eric Arnett       | Milwaukee Brewers             | RHP      | Indiana University                     |
| 27   | Nick Franklin     | Seattle Mariners              | SS       | Lake Brantley High School (FL)         |
| 28   | Reymond Fuentes   | Boston Red Sox                | OF       | Fernando Callejo HS (PR)               |
| 29   | Slade Heathcott   | New York Yankees              | OF       | Texas High School (TX)                 |
| 30   | LeVon Washington* | Tampa Bay Rays                | 2B       | Buchholz High School (FL)              |
| 31   | Brett Jackson     | Chicago Cubs                  | OF       | University of California               |
| 32   | Tim Wheeler       | Colorado Rockies              | OF       | Sacramento State University            |

## Zusätzliche Erstrundenwahl
| Pick | Spieler            | Team                          | Position | Schule                            |
| ---- | ------------------ | ----------------------------- | -------- | --------------------------------- |
| 33   | Steve Baron        | Seattle Mariners              | C        | John A. Ferguson High School (FL) |
| 34   | Rex Brothers       | Colorado Rockies              | LHP      | Lipscomb University               |
| 35   | Matthew Davidson   | Arizona Diamondbacks          | 3B       | Yucaipa High School (CA)          |
| 36   | Aaron Miller       | Los Angeles Dodgers           | LHP      | Baylor University                 |
| 37   | James Paxton *     | Toronto Blue Jays             | LHP      | University of Kentucky            |
| 38   | Joshua Phegley     | Chicago White Sox             | C        | Indiana University                |
| 39   | Kentrail Davis     | Milwaukee Brewers             | CF       | University of Tennessee           |
| 40   | Tyler Skaggs       | Los Angeles Angels of Anaheim | LHP      | Santa Monica High School (CA)     |
| 41   | Christopher Owings | Arizona Diamondbacks          | SS       | Gilbert High School (SC)          |
| 42   | Garrett Richards   | Los Angeles Angels of Anaheim | RHP      | University of Oklahoma            |
| 43   | Brad Boxberger     | Cincinnati Reds               | RHP      | USC                               |
| 44   | Tanner Scheppers   | Texas Rangers                 | RHP      | St. Paul Saints/Fresno State      |
| 45   | Michael Belfiore   | Arizona Diamondbacks          | LHP      | Boston College                    |
| 46   | Matthew Bashore    | Minnesota Twins               | LHP      | Indiana University                |
| 47   | Kyle Heckathorn    | Milwaukee Brewers             | RHP      | Kennesaw State                    |
| 48   | Tyler Kehrer       | Los Angeles Angels of Anaheim | LHP      | Eastern Illinois University       |
| 49   | Victor Black       | Pittsburgh Pirates            | RHP      | Dallas Baptist University         |

From Baseball America

## Ersatzwahlen
1. ↑  Ersatz für die Nicht-Vertragsunterzeichnung mit der 2008 Erstrundenwahl Aaron Crow
2. ↑  Wahl der Los Angeles Dodgers als Ersatz für den Vertragsabschluss mit dem free agent Orlando Hudson
3. ↑  Wahl der New York Mets als Ersatz für den Vertragsabschluss mit dem free agent Francisco Rodríguez
4. ↑  Wahl der New York Yankees als Ersatz für den Vertragsabschluss mit dem free agent Mark Teixeira
5. ↑  Wahl der Philadelphia Phillies als Ersatz für den Vertragsabschluss mit dem free agent Raúl Ibáñez
6. ↑  Ersatz für die Nicht-Vertragsunterzeichnung mit der 2008 Erstrundenwahl Gerrit Cole
7. ↑  Wahl der Los Angeles Angels of Anaheim als Ersatz für den Vertragsabschluss mit dem free agent Brian Fuentes
8. ↑  Ersatz für den Verlust des Type A free agent Raúl Ibáñez an die Philadelphia Phillies
9. ↑  Ersatz für den Verlust des Type A free agent Brian Fuentes an die Los Angeles Angels of Anaheim
10. ↑  Ersatz für den Verlust des Type A free agent Orlando Hudson an die Los Angeles Dodgers
11. ↑  Ersatz für den Verlust des Type A free agent Derek Lowe an die Atlanta Braves
12. ↑  Ersatz für den Verlust des Type A free agent A. J. Burnett an die New York Yankees
13. ↑  Ersatz für den Verlust des Type A free agent Orlando Cabrera an die Oakland Athletics
14. ↑  Ersatz für den Verlust des A free agent C.C. Sabathia an die New York Yankees
15. ↑  Ersatz für den Verlust des Type A free agent Mark Teixeira an die New York Yankees
16. ↑  Ersatz für den Verlust des Type A free agent Juan Cruz an die Kansas City Royals
17. ↑  Ersatz für den Verlust des Type A free agent Francisco Rodriguez an die New York Mets
18. ↑  Ersatz für den Verlust des Type B free agent Jeremy Affeldt an die San Francisco Giants
19. ↑  Ersatz für den Verlust des Type B free agent Milton Bradley an die Chicago Cubs
20. ↑  Ersatz für den Verlust des Type B free agent Brandon Lyon an die Detroit Tigers
21. ↑  Ersatz für den Verlust des Type B free agent Dennys Reyes an die St. Louis Cardinals
22. ↑  Ersatz für den Verlust des Typ B free agent Brian Shouse an die Tampa Bay Rays
23. ↑  Ersatz für den Verlust des Type B free agent Jon Garland an die Arizona Diamondbacks
24. ↑  Ersatz für die Nicht-Vertragsunterzeichnung mit der 2008 Runden Wahl Tanner Scheppers